# كيث كلانتون
كيث كلانتون (بالإنجليزية: Keith Clanton)‏ مواليد 18 أغسطس 1990 في أورلاندو، هو لاعب كرة سلة أمريكي. بدأ مسيرته الاحترافية في سنة 2013. يحمل الرقم 33. يبلغ طوله 6 قدم 9 بوصة (2.1 م). لعب مع نادي فوتسوافك لكرة السلة في الدوري البولندي لكرة السلة وسول سامسونج ثندرز.

## روابط خارجية
- كيث كلانتون على موقع سبورتس رفرنس (الإنجليزية)
- كيث كلانتون على موقع كرة السلة الأوروبية.كوم (الإنجليزية)
- كيث كلانتون على موقع DraftExpress.com (الإنجليزية)
- كيث كلانتون على موقع كلية كرة السلة في سبورتس رفرنس.كوم (الإنجليزية)
- كيث كلانتون على موقع ريلجم (الإنجليزية)
- كيث كلانتون على موقع بروبوليرز (الإنجليزية)
- كيث كلانتون على موقع سبورتس رفرنس (الإنجليزية)